# (466747) 2015 AX38
(466747) 2015 AX38 es un asteroide perteneciente al cinturón de asteroides, descubierto el 18 de noviembre de 2008 por el equipo Spacewatch desde el Observatorio Nacional de Kitt Peak (Arizona, Estados Unidos).